# Sói thảo nguyên (tiểu thuyết)
Sói Thảo Nguyên (tựa gốc Der Steppenwolf) là cuốn tiểu thuyết thứ mười của tác giả người Thụy Sĩ gốc Đức Hermann Hesse.
Sách được xuất bản lần đầu tiên ở Đức vào năm 1927 và dịch sang tiếng Anh năm 1929. Sách kết hợp yếu tố tự truyện với phân tâm học và được đặt tên theo tên tiếng Đức của loài sói thảo nguyên. Câu chuyện phần lớn phản ánh một cơn khủng hoảng sâu sắc trong thế giới tinh thần của Hesse suốt những năm 1920, đồng thời miêu tả sinh động sự lưỡng phân giữa hai bản tính của nhân vật chính: tính người và tính hiếu chiến, bất định giống sói.
Sói Thảo Nguyên trở nên nổi tiếng và không ngừng gặt hái thành công qua nhiều thập niên, nhưng về sau, Hesse lại khẳng định cuốn sách đã bị hiểu lầm một cách ghê gớm, đặc biệt là đối với những người hâm mộ tác phẩm.

## Bối cảnh và lịch sử xuất bản
Năm 1924, Hermann Hesse kết hôn với ca sĩ Ruth Wenger. Tuy nhiên, ông rời Basel chỉ sau vài tuần và đến gần cuối năm mới quay trở lại. Khi trở lại, ông thuê một căn hộ riêng và khiến mình thêm bị cô lập. Sau một chuyến đi ngắn đến Đức với Wenger, Hesse gần như không còn gặp bà nữa. Hậu quả là cảm giác bị cách ly và mất khả năng tiếp xúc lâu dài với thế giới bên ngoài đã khiến sự đau khổ lẫn suy nghĩ muốn tự vẫn của Hesse lần nữa tăng cao.
Hesse bắt đầu viết Sói Thảo Nguyên ở Basel và hoàn thành cuốn sách tại Zürich. Năm 1926, ông xuất bản Khủng hoảng: Từ nhật ký của Hermann Hesse (The Crisis: From Hermann Hesse's Diary) là tập thơ mở đường cho cuốn tiểu thuyết (về sau được ra mắt năm 1927). Ấn bản tiếng Anh đầu tiên được Martin Secker xuất bản ở Anh Quốc và Henry Holt and Company xuất bản ở Mỹ năm 1929. Phiên bản này được dịch bởi Basil Creighton.

## Tóm tắt
Cuốn sách được trình bày dưới dạng một tập ghi chép viết bởi nhân vật chính, một người đàn ông trung niên tên Harry Haller. Ông để lại tập ghi chép này cho người ông tình cờ quen là cháu trai của chủ nhà trọ mà ông thuê. Người này viết thêm một lời giới thiệu ngắn và cho xuất bản tập ghi chép. Tập sách riêng biệt trong Sói Thảo Nguyên này là tập sách "thật", có tựa đề "Bút ký của Harry Haller (Dành riêng cho những người điên)".
Khi câu chuyện bắt đầu, nhân vật chính bị vây nghẹt bởi những suy nghĩ rằng mình không hợp với thế giới của người thường, cụ thể là xã hội trưởng giả phù phiếm. Trong lúc lang thang vô định trong thành phố, ông bắt gặp một người đang cầm biển quảng cáo cho một hí viện ma thuật. Người này tặng ông một tập sách mỏng với tựa "Luận thuyết về Sói Thảo Nguyên". Luận thuyết này được chép đầy đủ trong tiểu thuyết và gọi thẳng tên của Harry, khiến ông đặc biệt chú ý bởi mô tả của nó giống ông một cách kỳ lạ. Tập sách này là luận văn về một người đàn ông tin mình có hai bản chất: một nửa là bản chất tinh thần con người, nửa kia là nửa thú, là "một con sói từ thảo nguyên". Người này vướng vào một cuộc đấu tranh khó giải quyết: hắn không hài lòng với cả hai bản chất vì không thể dự đoán và hiểu thấu thứ khái niệm do chính mình đặt ra này. Tập sách giải thích bản chất đa diện và không thể định nghĩa của linh hồn mỗi con người, nhưng Harry hoặc không thể, hoặc không có ý định nhìn nhận điều này. Tập sách cũng bàn về những ý định tự sát của Harry, miêu tả hắn nằm trong số "những kẻ tự tử": những người từ sâu trong tâm can biết chắc mình sẽ tự sát một ngày không xa. Ngược lại, nó cũng tán dương hắn vì tiềm năng trở nên vĩ đại, trở nên một "kẻ bất tử" của hắn.
Harry tình cờ gặp lại người đàn ông đã cho mình tập sách tại một đám ma và hỏi thăm ông ta về hí viện ma thuật. Nhưng, trước sự kỳ vọng của Harry, người này chỉ giới thiệu cho ông tới một phòng khiêu vũ.
Sau khi rời khỏi đám ma, Harry gặp một vị học giả mà ông từng kết bạn và cùng đàm luận về thần thoại phương Đông. Ông này mời Harry tới nhà ăn tối. Tại bữa ăn tối, Harry chán ghét tư tưởng mang chủ nghĩa dân tộc của bạn mình sau khi ông này phê phán một kẻ phản quốc được viết trong báo mà không biết đó chính là Harry. Đổi lại, Harry làm mất lòng ông giáo sư và vợ ông bằng cách chỉ trích bức khắc đồng diễn tả Goethe mà bà rất quý, vì ông tin rằng nó quá ủy mị và xúc phạm chân dung thực sự của Goethe. Sự kiện này khiến Harry thêm chắc chắn mình là một kẻ xa lạ giữa chính xã hội mà ông sinh sống.
Harry tránh về nhà vì sợ rằng viễn cảnh tự vẫn đang chờ đợi mình ở đó. Ông lang thang vô định ngoài phố suốt đêm, sau đó dừng chân ở phòng khiêu vũ mà người đàn ông ở đám ma đã chỉ trước đó. Ông gặp một thiếu nữ tên Hermine, người nhanh chóng nhìn ra sự tuyệt vọng của ông, và cùng cô trò chuyện hồi lâu. Cô chế giễu khi Harry tự thương hại bản thân và nghe ông giải thích quan điểm của ông về cuộc sống, khiến ông ngạc nhiên đồng thời khuây khỏa. Hermine hứa gặp Harry lần nữa, cho ông cái cớ để tiếp tục sống và ông hăng hái chấp thuận.
Trong những tuần tiếp theo, Hermine hướng dẫn cho Harry tiếp cận lối sống buông thả mà ông vốn coi là "trưởng giả". Cô dạy ông khiêu vũ, cho ông dùng thuốc phiện, tìm cho ông một cô người tình (Maria), quan trọng hơn là bắt ông chấp nhận coi những thứ này là những khía cạnh đứng đắn và xứng đáng của một cuộc sống trọn vẹn.
Hermine cũng giới thiệu cho Harry một người thổi kèn saxophone tên Pablo. Y là sự đối lập hoàn toàn với hình ảnh một kẻ nghiêm túc, biết suy nghĩ trong đầu Harry. Sau khi tham dự một vũ hội hóa trang xa hoa, Pablo đưa Harry tới "Hí viện Ma thuật": ở đây, những mối lo và quan niệm từng khiến Harry phiền muộn tan biến khi ông tương tác với các ảo ảnh. Hí viện Ma thuật là nơi ông trải nghiệm những tưởng tượng tồn tại trong đầu mình. Hí viện này được miêu tả là một hành lang dài hình móng ngựa, một bên đặt một cái gương, bên kia đặt vô số cửa trên viết những câu mô tả khác nhau. Harry bước qua năm cửa, mỗi cánh biểu trưng cho một phần cuộc đời ông.

## Nhân vật
- Harry Haller: nhân vật chính, một người đàn ông tuổi trung niên
- Pablo: một nhạc công chơi kèn saxophone
- Hermine: thiếu nữ mà Haller gặp ở phòng khiêu vũ
- Maria: bạn của Hermine

## Phân tích từ giới phê bình
Trong lời bạt của ấn bản năm 1960, Hesse có viết Sói Thảo Nguyên "bị hiểu lầm ghê gớm" hơn bất kỳ tác phẩm nào khác trong các trước tác của ông. Hesse nhận thấy người đọc chỉ tập trung vào khía cạnh đau khổ và cùng quẫn được miêu tả qua cuộc đời Haller, do đó bỏ qua khả năng cuốn sách diễn tả sự trác việt và sự chữa lành.

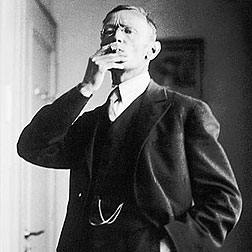
Hermann Hesse năm 1926

Không ai rõ Haller có thực sự giết Hermine không hay đó chỉ là một ảo giác trong Hí viện Ma thuật. Có luận điểm cho rằng Hesse không định nghĩa thực tại dựa trên những gì diễn ra trong thời gian và không gian vật lý, mà thực tại đơn thuần chỉ là một chức năng của nguyên nhân và kết quả siêu hình. Việc Haller có thực sự giết Hermine hay không không quan trọng, điều quan trọng là trong khoảnh khắc đó ông có ý định giết Hermine. Khi diễn giải theo nghĩa này, tâm trạng của Haller có tầm quan trọng hơn là hành động.
Một việc đáng lưu ý khác là sự tồn tại của Hermine chưa bao giờ được xác nhận trong cuốn tiểu thuyết. Câu chuyện được phản ánh trong tập ghi chép mà Harry Haller để lại hoàn toàn xoay quanh những trải nghiệm cá nhân của ông. Thậm chí khi Harry hỏi tên của Hermine, cô còn hỏi ngược lại ông. Khi phải đoán tên cô gái, ông nói cô gợi cho ông nhớ về một người bạn thời thơ ấu tên Hermann và do đó kết luận tên cô là Hermine. Nói một cách tượng trưng, Harry tạo nên Hermine như thể một mảnh linh hồn ông đã tách rời ra và tạo thành bản sao của ông, nhưng mang giới tính nữ.

## Đón nhận
Ngay từ đầu, giới phê bình đã tỏ ra gay gắt với cuốn sách; nó trải qua một lịch sử thăng trầm với những ý kiến nhận xét khác nhau. Trước đó, các nhà hoạt động chính trị và người yêu nước đã thất vọng với cuốn Siddhartha của Hesse nên lên án ông và Sói Thảo Nguyên kịch liệt, những mong làm ông mất uy tín. Ngay cả bạn bè thân thiết và những độc giả lâu năm cũng quay sang chỉ trích cuốn sách vì nó được nhìn nhận là thiếu đạo đức qua những miêu tả phóng khoáng về tình dục và thuốc phiện. Chỉ trích này vẫn được xem là lí do chính khiến cuốn sách bị chối bỏ trong nhiều năm. Tuy nhiên, khi xã hội thay đổi và những chủ đề từng được coi là cấm kỵ như tình dục hay thuốc phiện được bàn luận theo hướng cởi mở hơn, giới phê bình lại chuyển sang công kích cuốn sách vì những lí do khác, chủ yếu là vì nó quá bi quan và nói về hành trình của một kẻ tâm thần – nhân loại được thể hiện qua cái nhìn méo mó, không ổn định của ông ta. Hesse không tranh luận điểm này nhưng có hồi đáp giới phê bình rằng cuốn sách của ông vẫn khép lại với chủ đề về một hi vọng mới.
Tiểu thuyết gia người Mỹ Jack Kerouac bác bỏ cuốn sách trong tác phẩm Big Sur (1962) của mình, nhưng độ nổi tiếng của nó lại được phục hồi trong những năm 1960 – đặc biệt là trong phong trào thuốc phiện (psychedelic movement) – chủ yếu vì nó được xem là một tác phẩm phản văn hóa cũng như vì những miêu tả về yêu đương tự do và sử dụng ma túy. Cuốn sách cũng được giới thiệu ở nhiều trường cao đẳng để nghiên cứu. Sự quan tâm dành cho cuốn sách và cả Hermann Hesse ở Mỹ tăng cao suốt hơn một thập kỷ sau đó.

## Trong văn hóa đại chúng
Truyện ngắn Harry, con Sói Thảo Nguyên (1928) của Hesse là tác phẩm đi đôi với cuốn sách. Truyện nói về một con sói tên Harry bị nhốt trong sở thú và giải trí cho đám đông bằng cách phá các hình ảnh tượng trưng cho văn hóa Đức như Goethe và Mozart.
Cái tên Sói Thảo Nguyên có tiếng trong văn hóa đại chúng nhờ nhiều tổ chức và cơ sở khác nhau. Năm 1967, ban nhạc Steppenwolf với nhóm trưởng John Kay đặt tên giống cuốn tiểu thuyết. Ban nhạc Bỉ DAAU (Die Anarchistische Abendunterhaltung) lấy tên theo một trong những khẩu hiệu quảng cáo cho Hí viện Ma thuật của cuốn sách. Công ty Magic Theatre thành lập năm 1967 ở Berkeley – sau này chuyển đến San Francisco – cũnng đặt tên theo Hí viện Ma thuật này. Bài hát "Steppenwolf" trong album Astounding Sounds, Amazing Music của nhóm nhạc rock Hawkwind lấy cảm hứng trực tiếp từ cuốn sách, trong đó có nhắc đến Hí viện Ma thuật và bản chất kép sói người-người sói.
Zbigniew Brzezinski trích một đoạn trong Sói Thảo Nguyên ở đầu cuốn Between Two Ages (1970) của ông.
Album The United States of America của ban nhạc cùng tên có bài hát "The American Metaphysical Circus". Lời bài hát có nhắc đến cuốn tiểu thuyết ("And the price is right/The cost of one admission is your mind").
Tác phẩm Sống trong hiện tại (Be Here Now) xuất bản năm 1971 của tác giả Richard Alpert (Ram Dass) có hình minh họa một cánh cửa viết dòng chữ "Hí viện Ma thuật – Dành riêng cho những kẻ điên – Phí vào cửa – Lý trí bạn".
Ca sĩ người Pháp Alizée hát bài "Gourmandises" cho "le loup des steppes", tức "con sói của thảo nguyên" (2001).

## Chuyển thể
Tiểu thuyết được chuyển thể thành phim vào năm 1974 với các diễn viên Max von Sydow và Dominique Sanda, do Fred Haines lên kịch bản và đạo diễn.

## Bản dịch tiếng Việt
Cuốn sách được Lê Chu Cầu dịch sang tiếng Việt, do Nhã Nam và Nhà xuất bản Văn học ấn hành năm 2013.